# Nadira (poétesse)
Pour les articles homonymes, voir Nadira.
Nadira (en ouzbek : Nodira, en russe : Надира ; 1792-1842) est une poétesse ouzbèke.

## Famille et ouvrage
Elle était la fille du gouverneur de la province d'Andijan et la femme d'Oumar-khan (ouzbek : Amir Umarxon, russe : Умар-хан, 1787-1822), le khan (souverain) du khanat de Kokand de 1809 à 1822, lui-même poète et patron des arts et des sciences.
Elle est considérée, avec Ouvaïssi (ouzbek : Uvaysiy, russe : Увайси) et Makhzouna (ouzbek : Maxzuna, russe : Махзуна) comme l'une des figures de proue de la poésie féminine ouzbèke et un des poètes ouzbeks les plus importants. Elle a écrit en ouzbek et en persan. Ses noms de plume incluent Komila et Maknuna. Plusieurs de ses diwans ont survécu, totalisant plus de 10 000 lignes de poésie.

## Fin et postérité
Nadira est exécutée en 1842.
Le cratère vénusien Nadira a été nommé en son honneur.